# Duval (Saskatchewan)
Duval est une communauté située dans la province de la Saskatchewan, dans le centre-sud.